# Heilig Kruiskerk (Luik)
De Heilig-Kruiskerk (Frans: Collégiale Sainte-Croix) is een romaans-gotisch kerkgebouw in de Belgische stad Luik, gelegen aan de Rue Sainte-Croix.

## Geschiedenis
Het gebouw werd gesticht door bisschop Notger van Luik en de bouw duurde van 976-986. De kerk zou gebouwd zijn op de plaats van het legendarische Silvesterkasteel. Aan de kerk werd een kapittel van 15 kanunniken toegewezen, dat in 1045 tot 30 werd verhoogd. Het was een van de zeven Luikse kapittelkerken. In 1797 werd het kapittel opgeheven en in 1801 werd de Heilig-Kruiskerk parochiekerk.
Omstreeks 1200 werd de kerk geheel verbouwd in een laatromaans/vroeggotische overgangsstijl, waarbij van de oorspronkelijke kerk slechts een muurfragment bleef gespaard. Heel merkwaardig is dat de kerk met een dubbel koor is uitgevoerd: een westkoor, dat tegenwoordig dienstdoet als doopkapel, en een oostkoor. Tussen 1324 en 1361 werd het huidige, driebeukige schip gebouwd in gotische stijl. Het betreft een hallenkerk met een klein transept. Het westkoor is voorzien van een achthoekige toren.

## Beschrijving
De Heilig Kruiskerk is een driebeukig kruisbasiliek met een dwarsschip en een oostelijk en westelijk koor.

### Exterieur

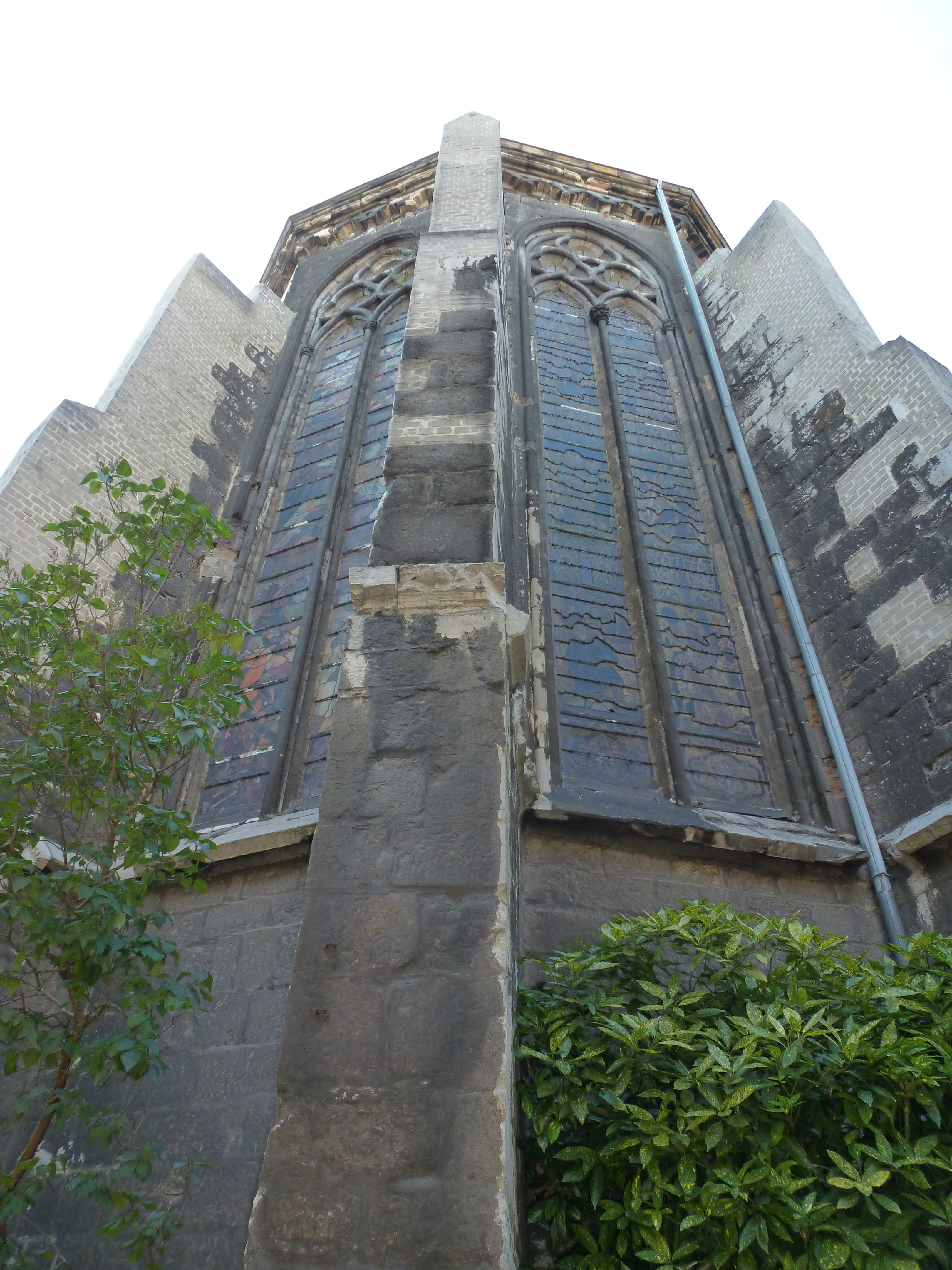
Oostelijk koor
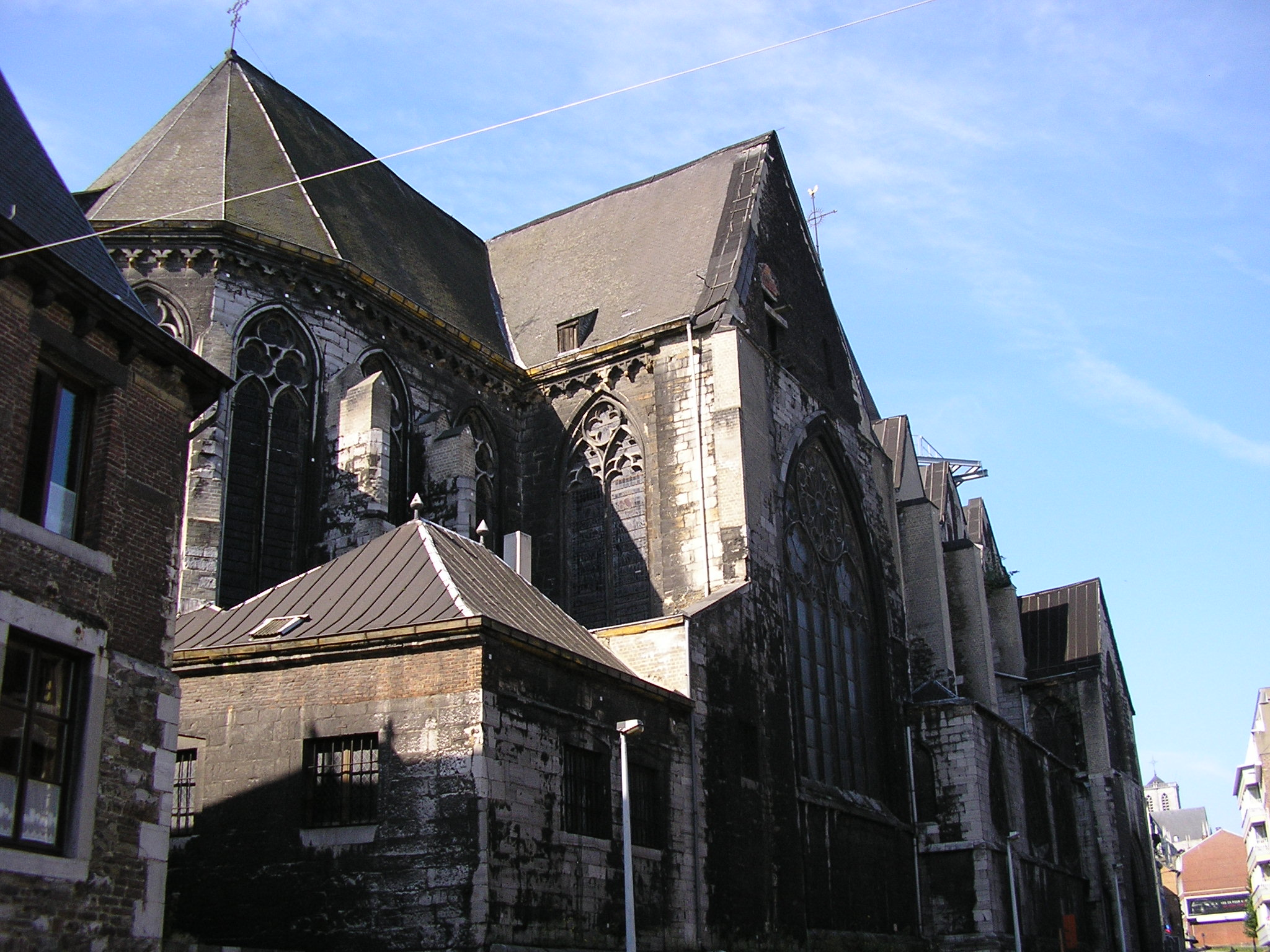
Koor en dwarsschip
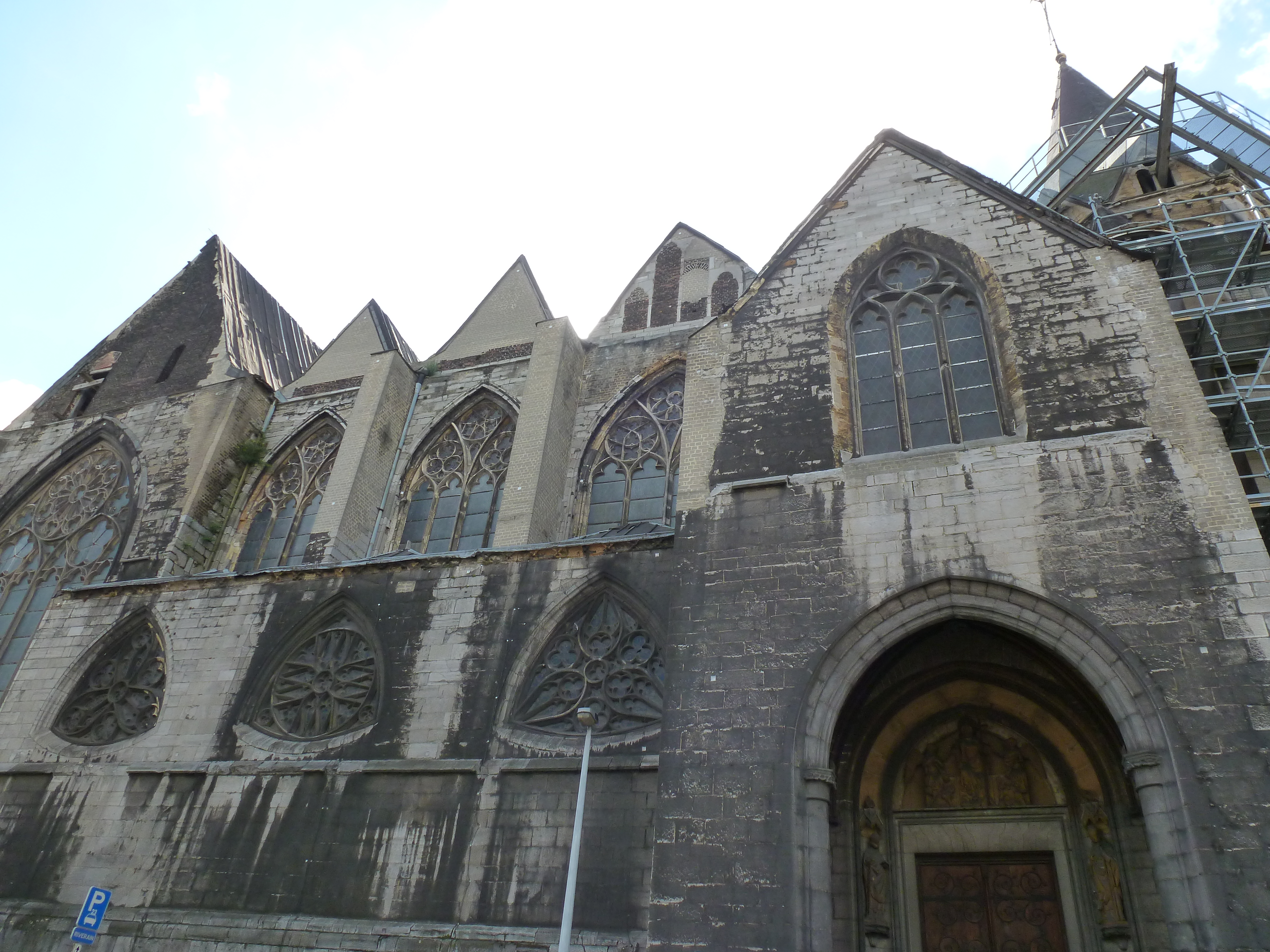
Zuidgevel
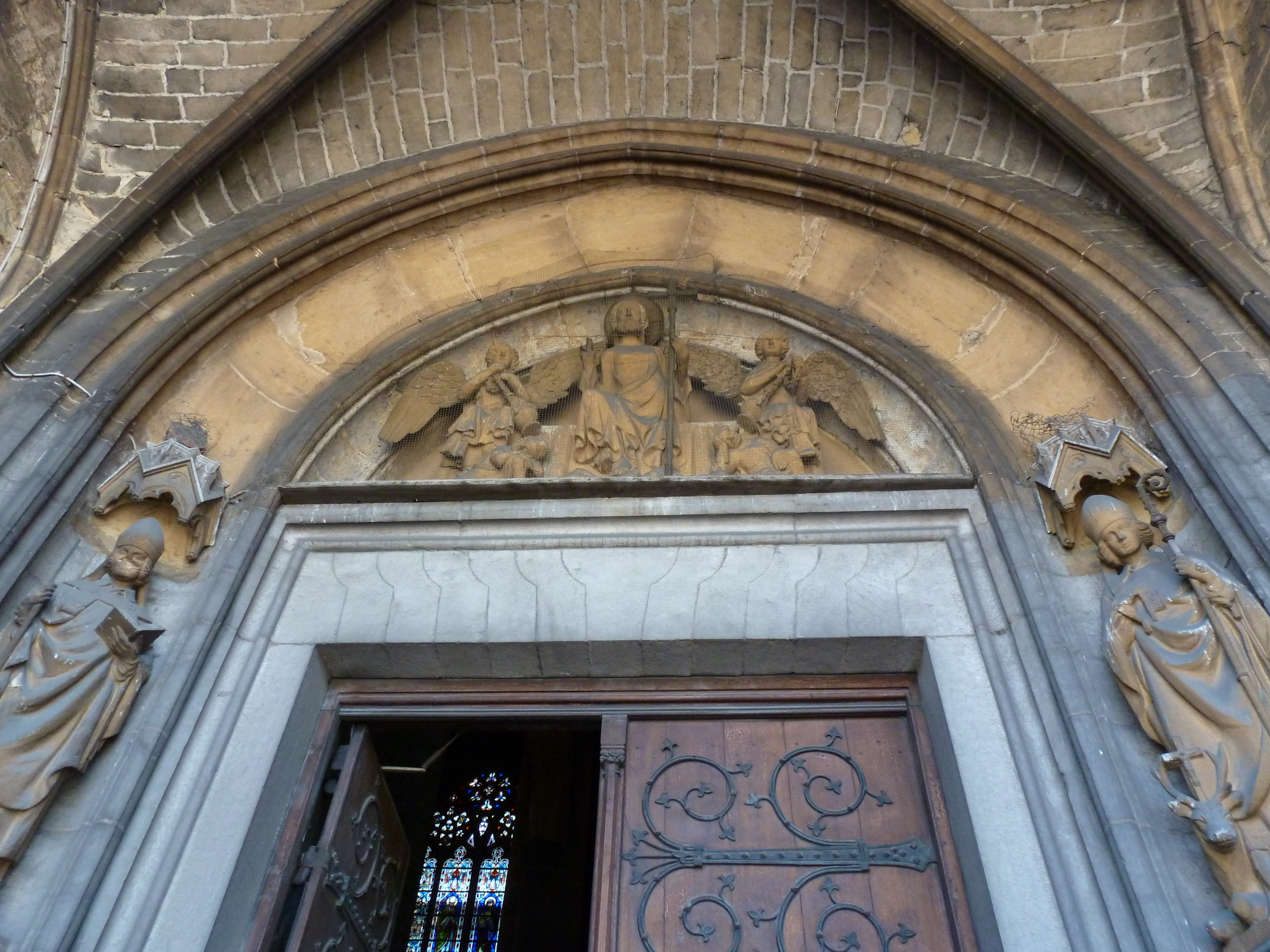
Noordportaal

### Interieur
De kerk bezit een aantal kunstschatten, zoals een grafmonument in zwarte kalksteen (marmer van Theux) voor Hubert Mielemans, schatbewaarder van de prins-bisschop, uit 1558. Achter in de kerk staan meer dan levensgrote, witmarmeren beelden van Guillaume Coquelet, die de Heilige Helena en haar zoon Constantijn de Grote voorstellen (1662). Helena is volgens de traditie degene die in de vierde eeuw het kruis van Jezus terugvond.
Van de hand van Bertholet Flémal is een schilderij uit 1674 in barokstijl dat de Heilig Kruisvinding voorstelt. Van dezelfde schilder is de Opdracht van Jezus in de tempel. Tot de schilderijencollectie van de kerk behoort verder een vroeg-18e-eeuwse Opstanding van Edmond Plumier.
Het gotische oostkoor heeft een neogotische aankleding. In 1861 werd een zeer groot orgel geplaatst, waarvan de orgelkast uit 1609 dateert.

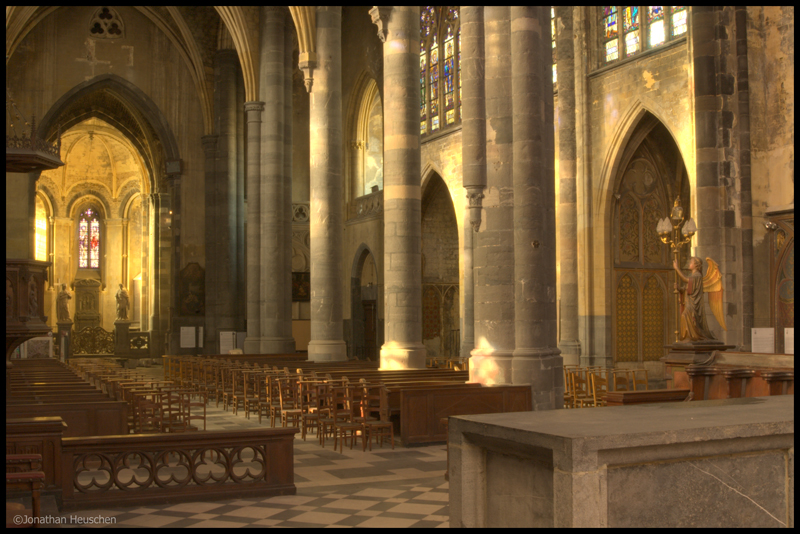
Interieur van de Heilig-Kruiskerk
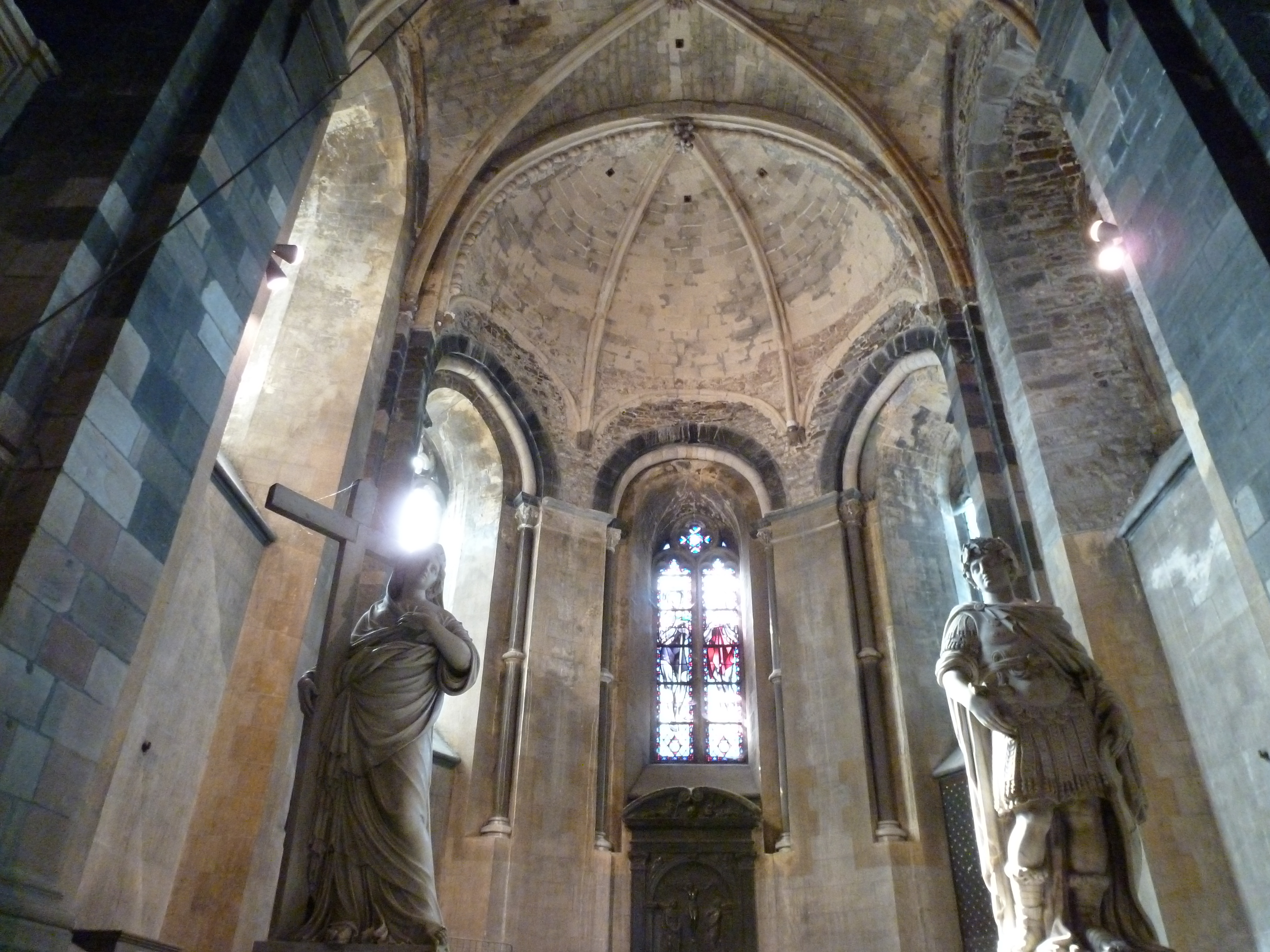
Westkoor met beelden Coquelet
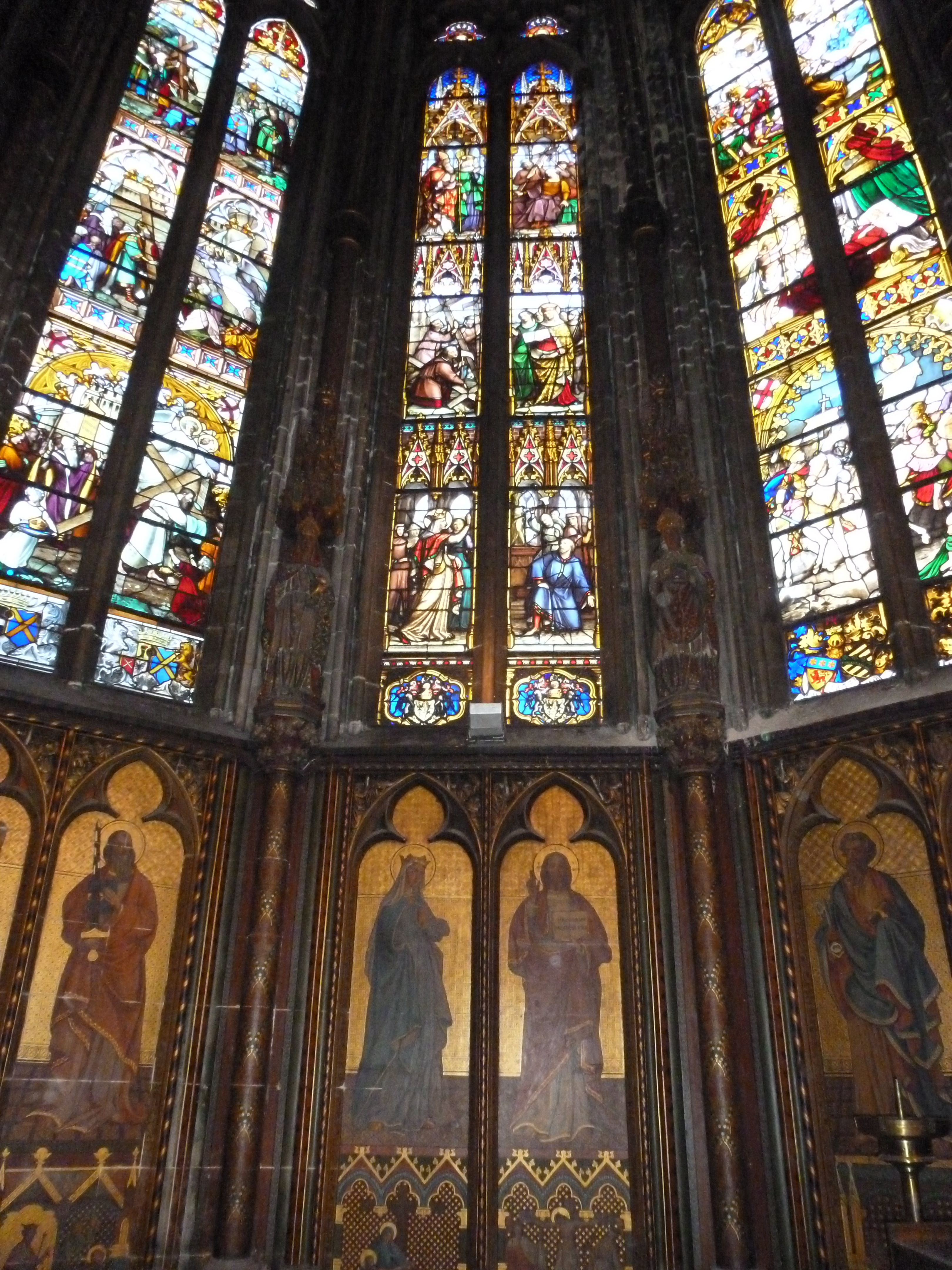
Oostkoor
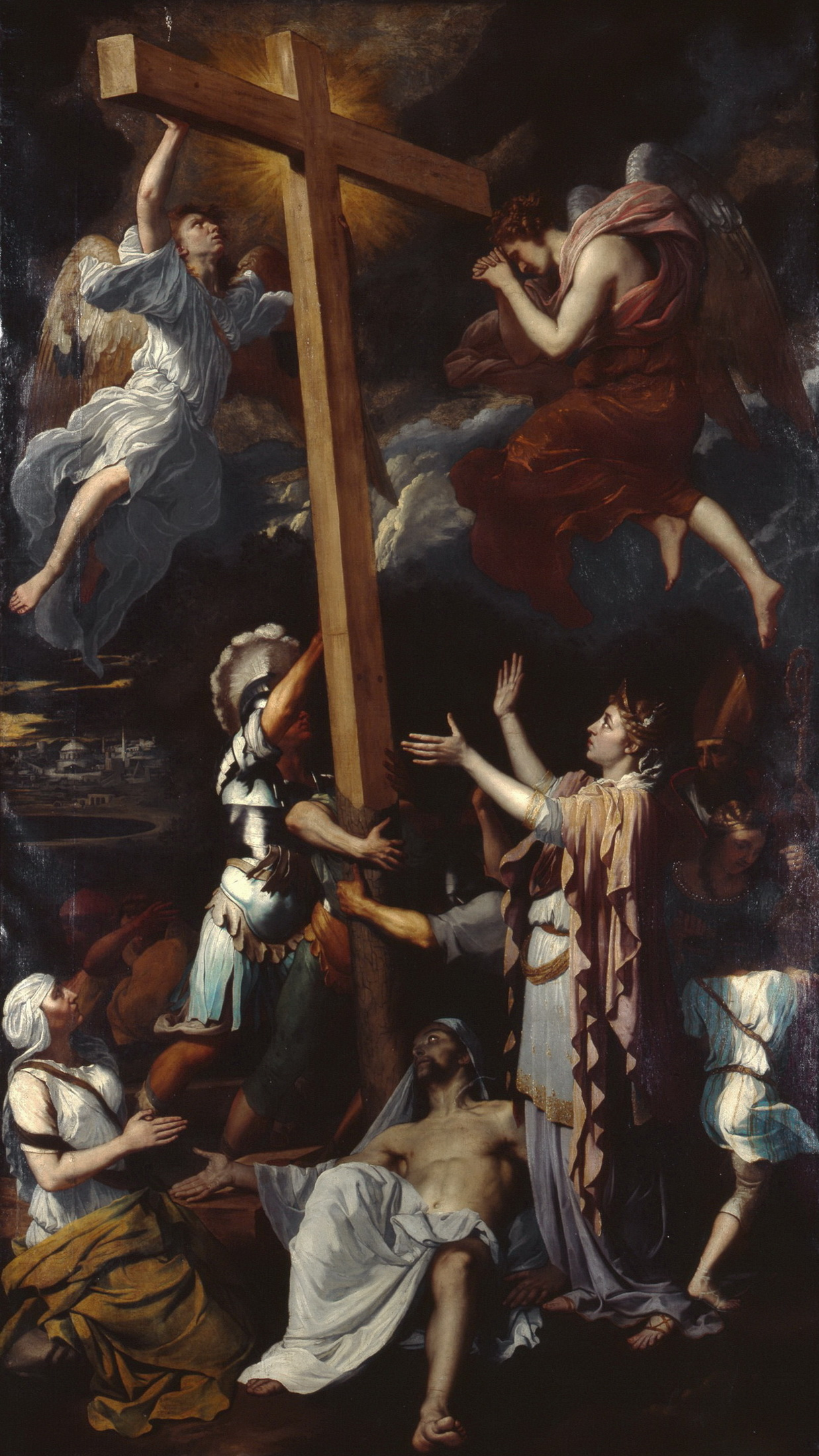
Flémal: Heilig Kruisvinding